# Galium foliosum
Galium foliosum là một loài thực vật có hoa trong họ Thiến thảo. Loài này được Munby ex Burnat & Barbey mô tả khoa học đầu tiên năm 1882.